# Parafia św. Mikołaja w Łęgowie
Parafia św. Mikołaja w Łęgowie – parafia rzymskokatolicka z siedzibą w Łęgowie, znajduje się w dekanacie Pruszcz Gdański w archidiecezji gdańskiej.

## Historia
Pierwszy kościół św. Mikołaja w Łęgowie zbudowany został przez oliwskich cystersów w stylu gotyckim w końcu XIV wieku. Zburzony w 1410 roku, został następnie odbudowany. W 1436 r. wzmiankowane zostało istnienie parafii. W latach 1582–1592 kościół znajdował się w rękach protestantów.
W latach 1741–1765 proboszczem w Łęgowie był Iwo Roweder. Z jego inicjatywy w 1744 wzniesiono plebanię, hospicjum i obiekty gospodarcze, a w 1748 r. w miejscu starego wybudowano na planie krzyża greckiego obecny jednonawowy kościół barokowy z transeptem i wieżą od frontu. Wieża ta, przebudowana po pożarze w 1862 roku do stanu obecnego, mieści dwa XVII-wieczne dzwony (z 1625 i 1645), które – zrabowane i wywiezione do Niemiec w 1942 (jeden trafił do Viersen, a drugi do Augsburga) – wróciły na swoje miejsce w 2008.
W latach 1780–1799 tutejszym proboszczem był kompozytor ks. Urban Müller, a od kwietnia 1914 do maja 1915 miejscowym wikariuszem był ks. Bronisław Komorowski.
Znajdujący się od 1741 w zwieńczeniu ołtarza głównego obraz Matki Boskiej jest kopią obrazu Matki Bożej Rokitniańskiej. Od początku XXI wieku obraz znajduje się w centrum ołtarza.
Obecny wygląd kościół zawdzięcza przebudowie z 1748 r. Wnętrze kościoła posiada wystrój barokowy.
Odpusty parafialne mają miejsce 15 sierpnia oraz 6 grudnia. W kościele znajdują się relikwie Krzyża Świętego oraz sprowadzone w 2013 roku z Włoch relikwie św. Oliwii z Anagni.
W 2008 kościół uzyskał status sanktuarium maryjnego.

## Proboszczowie
- ks. Iwo Roweder (1741–1765)
- ks. Urban Müller (1780–1799)
- ks. dr Grzegorz Rafiński (1993–2025)[4]
- ks. kanonik Piotr Libiszewski (2025– )[5]